# مايك والتون
مايك والتون هو لاعب هوكي الجليد كندي، ولد في 3 يناير 1945 في Timiskaming District ‏ في كندا.

## وصلات خارجية
- مايك والتون على موقع دوري الهوكي الوطني (الإنجليزية)
- مايك والتون على موقع EliteProspects.com (الإنجليزية)
- مايك والتون على موقع HockeyDB.com (الإنجليزية)
- مايك والتون على موقع Hockey-Reference.com (الإنجليزية)